# اللواء 30 مدرع (اليمن)
اللواء 30 مدرع هو لواء مدرع يمني يتبع القوات البرية في للمنطقة العسكرية السابعة.

## القادة
| م | القائد                               | بداية         | نهاية | المدة |
| - | ------------------------------------ | ------------- | ----- | ----- |
| 1 |                                      |               |       |       |
| 2 | العميد الركن/ محمد قائد صالح الحذيفي | 10 أبريل 2013 |       |       |